# Campionati mondiali di ginnastica ritmica sportiva 1977
Gli VIII Campionati mondiali di ginnastica ritmica sportiva si sono svolti a Basilea, in Svizzera, dal 13 al 16 ottobre 1977.
Furono la prima edizione ad usare la denominazione campionati mondiali di ginnastica ritmica sportiva.

## Risultati
| Evento                          | Oro                                     | Argento                                                                 | Bronzo                                                                      |
| Individuale (cerchio)           | Galima Šugurova Unione Sovietica 19,400 | Irina Derjugina Unione Sovietica 19,300                                 | Kristina Gjurova Bulgaria / Natal'ja Krašeninnikova Unione Sovietica 19,150 |
| Individuale (fune)              | Galima Šugurova Unione Sovietica 19,500 | Zuzana Záveská Cecoslovacchia 19,350                                    | Iveta Havlíčková Cecoslovacchia 19,300                                      |
| Individuale (nastro)            | Irina Derjugina Unione Sovietica 19,450 | Carmen Rischer Germania Ovest / Galima Šugurova Unione Sovietica 19,200 | --                                                                          |
| Individuale (palla)             | Galima Šugurova Unione Sovietica 19,650 | Irina Derjugina Unione Sovietica 19,600                                 | Natal'ja Krašeninnikova Unione Sovietica 19,450                             |
| Individuale (concorso completo) | Irina Derjugina Unione Sovietica 38,650 | Galima Šugurova Unione Sovietica 38,600                                 | Kristina Gjurova Bulgaria 38,250                                            |
| Concorso a squadre              | Unione Sovietica 38,370                 | Bulgaria 38,300                                                         | Cecoslovacchia 37,600                                                       |

## Medagliere
| Pos. | Nazione          | Oro | Argento | Bronzo | Totale |
| 1    | Unione Sovietica | 6   | 4       | 2      | 12     |
| 2    | Bulgaria         | 0   | 1       | 2      | 5      |
| 2    | Cecoslovacchia   | 0   | 1       | 2      | 5      |
| 4    | Germania Ovest   | 0   | 1       | 0      | 1      |